# Interleuchina 15
L'interleuchina 15 (IL-15) è una citochina coinvolta nell'attivazione dei linfociti NK.

## Struttura
IL-15 è una citochina di 13 kD strutturalmente correlata a IL-2, codificata dal gene IL15 del cromosoma 4. Viene prodotta dai macrofagi e in misura minore da altre cellule in risposta ad infezioni virali e a batteri Gram-negativi. Il recettore, di tipo I, è composto dalla catena IL-15Rα, che lega la citochine e dalle catena IL-2/IL-15β (CD122) e γ (γc, CD132, catena comune gamma) che trasducono il segnale, ad esse infatti è associata la chinasi Jak3 che agisce a valle su STAT3, STAT5, STAT6 e Akt, una via di trasduzione del segnale che stimola la sopravvivenza cellulare.

## Funzione
IL-15 promuove la sopravvivenza cellulare dei linfociti T, NK e NK-T, inoltre attiva e permette la differenziazione dei linfociti NK. La sopravvivenza cellulare sembra essere favorita in conseguenza dell'aumentata espressione di proteine anti-apoptotiche come Bcl2 e Bcl-x. IL-15 inoltre funge da fattore di sopravvivenza per i linfociti T di memoria CD8+. Pare che la sopravvivenza di questo sottotipo cellulare sia regolata dall'equilibrio tra la presenza di IL-2 e di IL-15.